# Заліще
Заліще (пол. Zaliszcze) — село в Польщі, у гміні Подедвуже Парчівського повіту Люблінського воєводства. Населення — 155 осіб (2011).

## Історія
Населення Заліща належало до української етнографічної групи хмаків.
За даними етнографічної експедиції 1869—1870 років під керівництвом Павла Чубинського, у селі переважно проживали греко-католики, які розмовляли українською мовою.
Як звітував командир сотні УПА Іван Романечко («Ярий») у лютому 1946 року, значну частину населення села становили «калакути» («перекидчики») — українці, які прийняли римо-католицтво й вважали себе поляками.
У 1975—1998 роках село належало до Білопідляського воєводства.

## Населення
Демографічна структура станом на 31 березня 2011 року:
|          | Загалом | Допрацездатний вік | Працездатний вік | Постпрацездатний вік |
| -------- | ------- | ------------------ | ---------------- | -------------------- |
| Чоловіки | 78      | 19                 | 48               | 11                   |
| Жінки    | 77      | 13                 | 41               | 23                   |
| Разом    | 155     | 32                 | 89               | 34                   |